# Coherentie (natuurkunde)
In de natuurkunde noemt men twee golven coherent als ze dezelfde golflengte en frequentie hebben. Met andere woorden zijn twee golven coherent als ze op ieder tijdstip eenzelfde faseverschil hebben. Coherentie is een eigenschap tussen golven die van belang is wanneer men het interferentiepatroon van deze golven observeert. Enkel coherente golven veroorzaken een interferentiepatroon bij het tweespletenexperiment van Young. De mate van coherentie kan worden bepaald aan de hand van het interferentiecontrast. 
Coherente golven hebben dezelfde golflengte {\displaystyle \lambda } en zijn dus ook monochromatisch. Bovendien hebben ze dezelfde frequentie {\displaystyle f}. Uit de formule voor de golfsnelheid {\displaystyle v=\lambda f} volgt dat coherente golven zich met dezelfde snelheid door de ruimte voortplanten.

## Coherentie in het tweespletenexperiment

Opstelling tweespletenexperiment

Het tweespletenexperiment is een experiment uitgevoerd in 1801 door Thomas Young dat het golfkarakter van licht bevestigde. De opstelling bestaat uit een lichtbron, twee heel nauwe spleten en een scherm dat achter de spleten wordt geplaatst. Hierbij is het gebruik van een coherente lichtbron onontbeerlijk. Het experiment steunt op de principes van constructieve en destructieve interferentie van lichtgolven. Deze interferentie mag enkel afhangen van het verschil in weglengte die de twee golven afzonderlijk afleggen. Dit is het geval voor coherente bronnen: twee coherente golven die dezelfde afstand afleggen behouden hun faseverschil ten opzichte van elkaar. Meestal zijn de golven bij het tweespletenexperiment in fase. Hierdoor ontstaat er een heldere band in het midden van het scherm, die het gevolg is van constructieve interferentie. De amplitude van de resulterende golf is dan groter dan de amplitudes van de twee afzonderlijke golven. 
Als men het tweespletenexperiment zou uitvoeren met twee niet-coherente lichtbronnen, bijvoorbeeld met twee verschillende lampen, zou er een uniform verlicht scherm verschijnen in plaats van een interferentiepatroon.

## Toepassingen
In de natuurkunde en aanverwante disciplines waarin golfvormige bewegingen een rol spelen, zoals de akoestiek, de elektrotechniek en de kwantumfysica, wordt gebruikgemaakt van coherentie-eigenschappen. Concrete toepassingen zijn bijvoorbeeld de holografie, het ringlasergyrokompas en technieken als optische coherentietomografie en telescopische interferometrie (zoals apertuursynthese bij radiotelescopen).

## Coherentie/correlatie
De coherentie van twee golven wordt gedefinieerd als hun mate van correlatie, gekwantificeerd met behulp van de kruiscorrelatie-functie. Met deze functie wordt berekend in hoeverre de waarde van de tweede golf kan worden voorspeld op basis van de waarde van de eerste. Als twee golven altijd op dezelfde manier veranderen zijn ze volledig coherent. Hierbij hoeft het niet per se te gaan om twee verschillende entiteiten; als het gaat om dezelfde golf op een ander tijdstip of een andere plaats is sprake van zelfcoherentie en wordt de correlatie berekend met behulp van autocorrelatie-functies.

## Golftoestanden
Golftoestanden hebben als kenmerk dat hun gedrag door middel van golfvergelijkingen beschreven kan worden. Voorbeelden van golftoestanden zijn:
- De op en neer gaande beweging van een touw of slinky
- Oppervlaktegolven langs het oppervlak van een vloeistof
- Geluid
- Elektromagnetische straling: radiogolven, microgolven, lichtgolven, röntgenstraling, etc.
- Elektronen, atomen en andere kwantummechanische objecten (golffunctie)

Bij de meeste van deze toepassingen kan de golf rechtstreeks worden gemeten en dus ook de correlatie met andere golven rechtstreeks worden berekend. In de optica is het meten van een elektrisch veld veel moeilijker, omdat het oscilleren hier sneller gaat dan detectoren kunnen waarnemen. Om de coherentie te bepalen wordt daarom in dit geval de intensiteit van het licht gemeten. Deze methode vormt de basis voor veel andere toepassingen waarin de golven wel direct kunnen worden opgemeten, zoals bij temporele, ruimtelijke en spectrale coherentie.